# 16 de novembro
16 de novembro é o 320.º dia do ano no calendário gregoriano (321.º em anos bissextos). Faltam 45 dias para acabar o ano.

## Eventos históricos

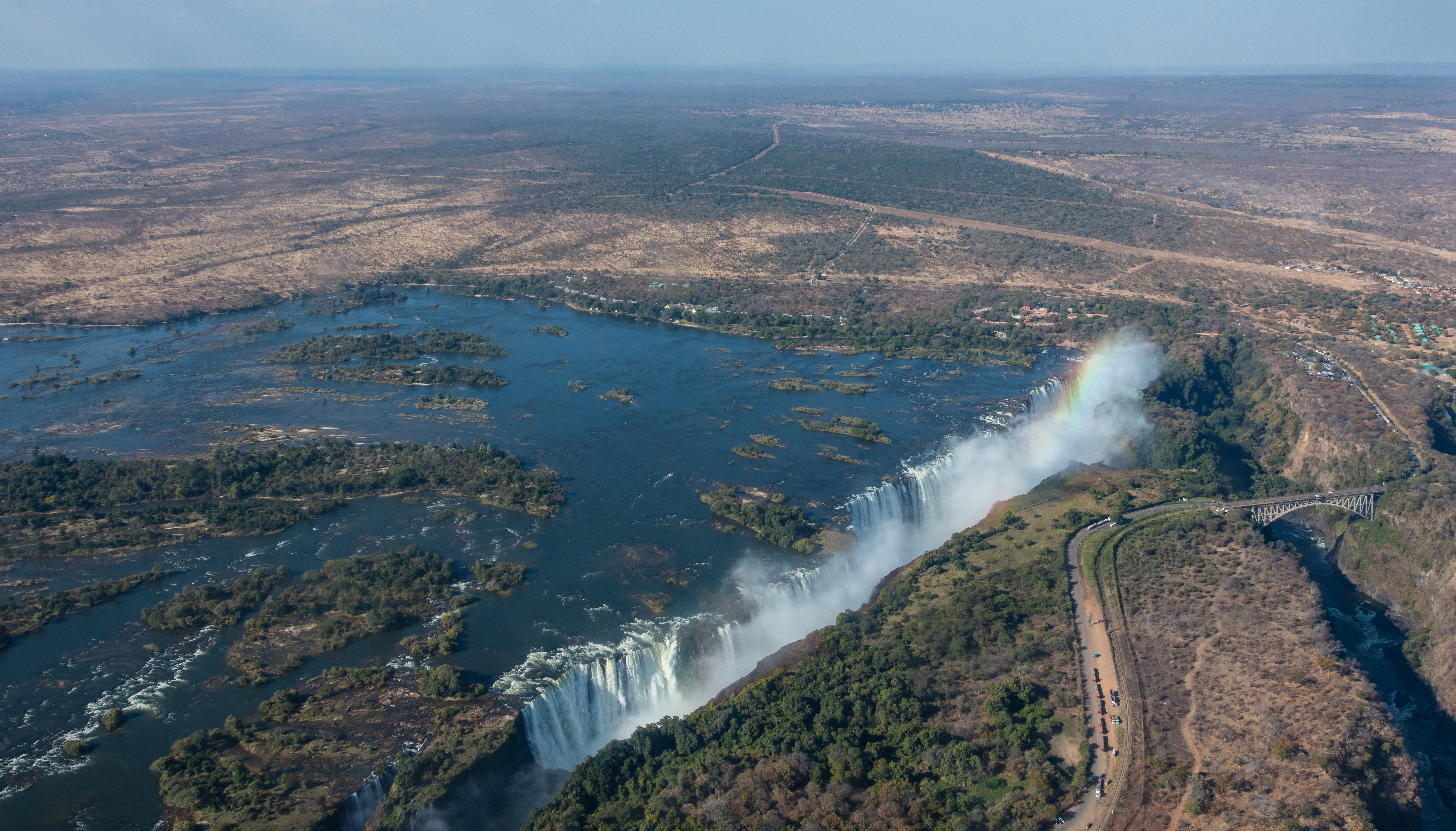
1855: Cataratas de Vitória

1974: A mensagem de Arecibo

- 1272 — Enquanto viaja durante a Nona Cruzada, o Príncipe Eduardo se torna rei da Inglaterra devido à morte de seu pai Henrique III, mas ele só retornaria à Inglaterra quase dois anos depois para assumir o trono.
- 1532 — Francisco Pizarro e seus homens capturam o imperador inca Atahualpa na Batalha de Cajamarca.
- 1632 — O rei Gustavo Adolfo da Suécia foi morto na Batalha de Lützen durante a Guerra dos Trinta Anos.
- 1776
  - Guerra de Independência dos Estados Unidos: unidades britânicas e hessianas capturam Fort Washington dos Patriotas.
  - Guerra de Independência dos Estados Unidos: as Províncias Unidas (Países Baixos) reconhecem a independência dos Estados Unidos.
- 1793 — Revolução Francesa: noventa padres dissidentes da Igreja Católica são executados por afogamento em Nantes.
- 1797 — O herdeiro prussiano, Frederico Guilherme, torna-se rei da Prússia como Frederico Guilherme III.
- 1805 — Guerras Napoleônicas: Batalha de Schöngrabern: forças russas sob o comando de Pyotr Bagration atrasam a perseguição das tropas francesas sob o comando de Joachim Murat.
- 1828 — Guerra de Independência da Grécia: O Protocolo de Londres implica a criação de um Estado grego autônomo sob suserania otomana, englobando a Moreia e as Cíclades.
- 1849 — Um tribunal russo condena o escritor Fiódor Dostoiévski à morte por atividades antigovernamentais ligadas a um grupo intelectual radical; sua sentença é posteriormente comutada para trabalhos forçados.
- 1855 — David Livingstone torna-se o primeiro europeu a ver as Cataratas Vitória, no que hoje é a Zâmbia-Zimbábue.
- 1842 — No escritório da Gazeta Renana, em viagem à Inglaterra, Friedrich Engels encontra Karl Marx pela primeira vez.
- 1849 — Um tribunal russo condena o escritor Fiódor Dostoiévski à morte por atividades antigovernamentais ligadas a um grupo intelectual radical; sua sentença é posteriormente comutada para trabalhos forçados.
- 1852 — O astrônomo britânico John Russell Hind descobre o asteroide 22 Kalliope.
- 1855 — David Livingstone se torna o primeiro europeu a ver as Cataratas de Vitória no que é hoje a Zâmbia-Zimbábue.
- 1857 — Rebelião Indiana de 1857 - Cerco de Lucknow: vinte e quatro Cruzes Vitória são concedidas, a maioria em um único dia. É a mais alta condecoração militar concedida por bravura "na presença do inimigo" nos territórios do então Império Britânico.
- 1885 — O líder rebelde canadense dos Métis e "Pai de Manitoba" Louis Riel é executado por traição.
- 1904
  - No Rio de Janeiro, termina a Revolta da Vacina.
  - O engenheiro britânico John Ambrose Fleming recebe uma patente da válvula termiônica (tubo de vácuo).
- 1918 — A Hungria torna-se uma república.
- 1933 — Os Estados Unidos e a União Soviética estabelecem relações diplomáticas formais.[1]
- 1938 — O LSD é sintetizado pela primeira vez por Albert Hofmann a partir da ergotamina nos Laboratórios Sandoz em Basileia.[2]
- 1940
  - Segunda Guerra Mundial: em resposta à Operação Mondscheinsonate pela Luftwaffe alemã dois dias antes, a Royal Air Force bombardeia Hamburgo.
  - Os nazistas fecham acesso ao Gueto de Varsóvia, construindo um muro ao redor.
- 1944 — Segunda Guerra Mundial: em apoio à Batalha da Floresta de Hürtgen, a cidade de Düren é destruída por aviões aliados.
- 1945 — Fundação da UNESCO.
- 1955 — É realizada a primeira edição da Feira do Livro de Porto Alegre.
- 1958 — O voo 967 da National Airlines explode no ar sobre o Golfo do México, matando todas as 42 pessoas a bordo.[3]
- 1959 — O voo 315 da Aeroflot cai ao se aproximar do aeroporto de Lviv, matando todas as 40 pessoas a bordo.[4]
- 1965 — Programa Venera: a União Soviética lança a sonda espacial Venera 3 em direção a Vênus, que será a primeira espaçonave a atingir a superfície de outro planeta.
- 1967 — O voo 2230 da Aeroflot cai perto do Aeroporto de Koltsovo, matando 107 pessoas.[5]
- 1973 — Programa Skylab: a NASA lança do Cabo Canaveral, Flórida a Skylab IV com uma tripulação de três astronautas para uma missão de 84 dias.
- 1974 — A mensagem de Arecibo é transmitida pelo Radiotelescópio de Arecibo, em Porto Rico. O alvo era a localização atual do Grande Aglomerado Globular de Hércules, a cerca de 25 000 anos-luz de distância.
- 1981 — O voo 3603 da Aeroflot cai durante o pouso no Aeroporto de Norilsk, matando 99 pessoas.[6]
- 1988
  - O Soviete Supremo da República Socialista Soviética da Estônia declara que a Estônia é "soberana", mas não declara independência.
  - Na primeira eleição aberta em mais de uma década, os eleitores do Paquistão elegem a candidata populista Benazir Bhutto para ser primeira-ministra do Paquistão.
- 1989 — Tropas do exército salvadorenho matam seis padres jesuítas e outros dois na Universidade José Simeón Canas.
- 1992 — O Tesouro de Hoxne é descoberto com a ajuda de um detector de metais na vila de Hoxne em Suffolk, Inglaterra.
- 2002 — Os primeiros casos do surto de SARS de 2002–2004 são rastreados em Foshan, província de Cantão, China.[7]
- 2009 — Programa do ônibus espacial: O ônibus espacial Atlantis é lançado na missão STS-129 para a Estação Espacial Internacional.
- 2020 — SpaceX Crew-1 é lançado com os astronautas Michael Hopkins, Victor Glover, Soichi Noguchi e Shannon Walker.[8][9]
- 2022 — Programa Artemis: a NASA lança o Artemis 1 no primeiro voo e início das futuras missões do programa à Lua.

## Nascimentos

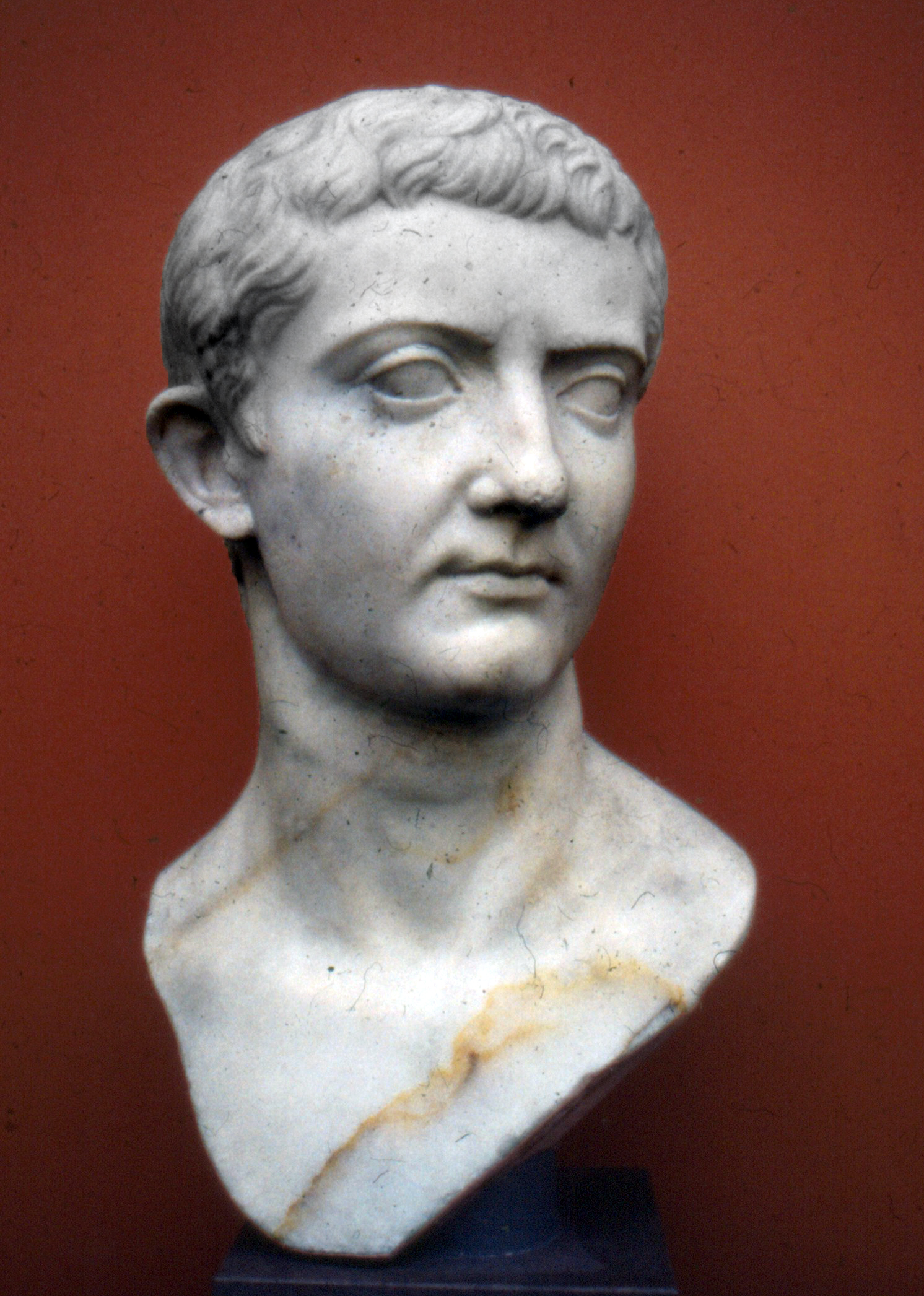
Tibério

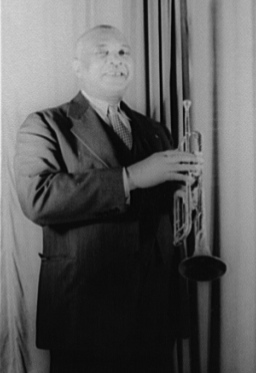
W. C. Handy

Henrique Teixeira Lott

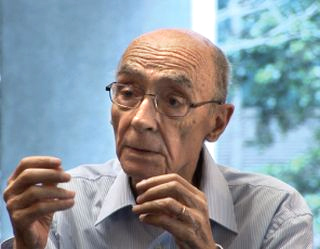
José Saramago

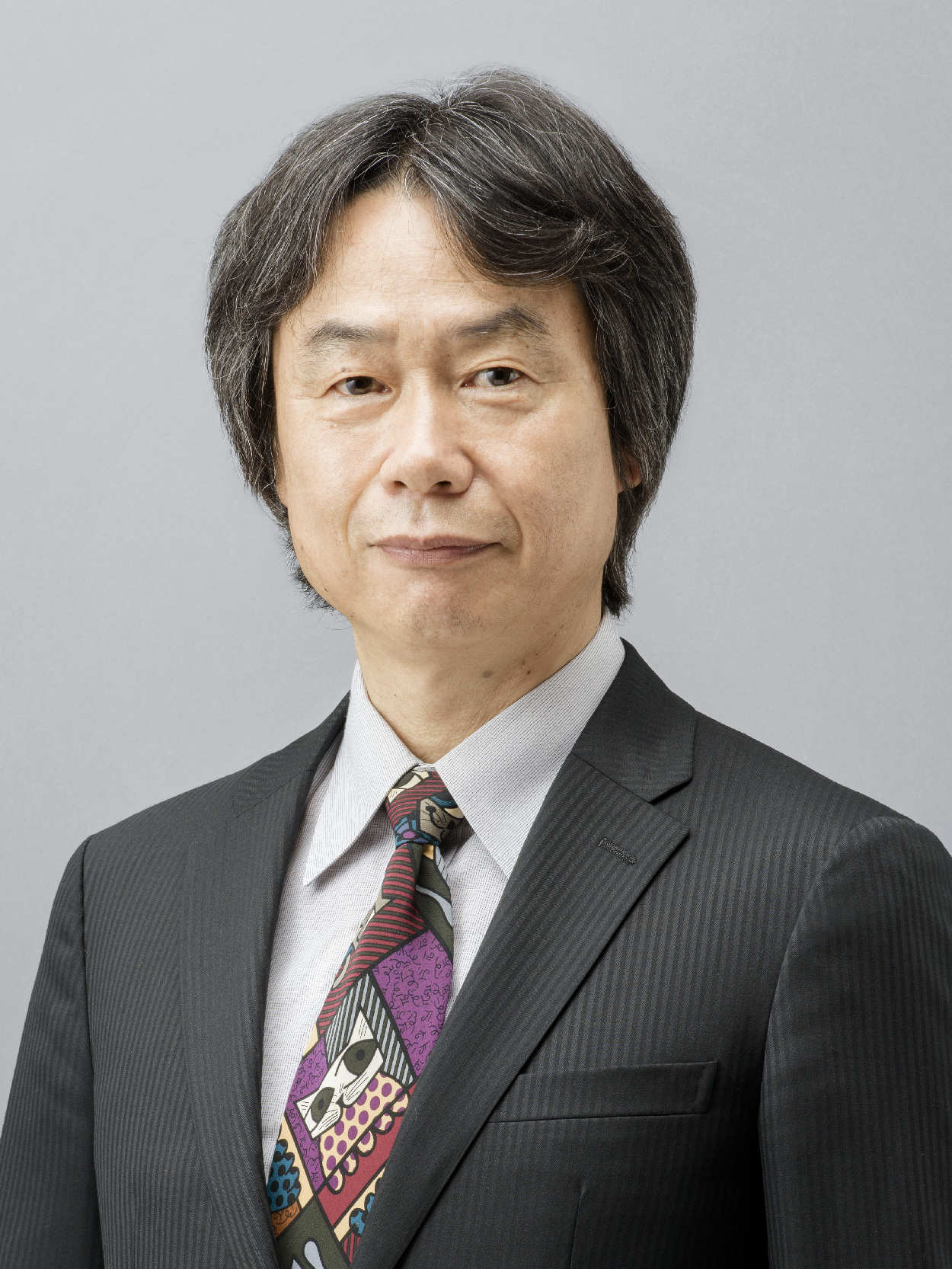
Shigeru Miyamoto

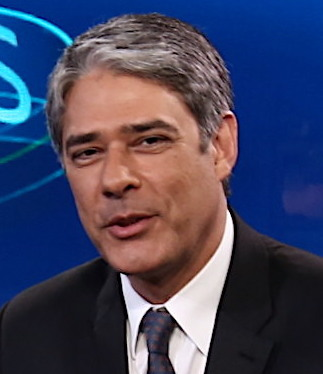
William Bonner

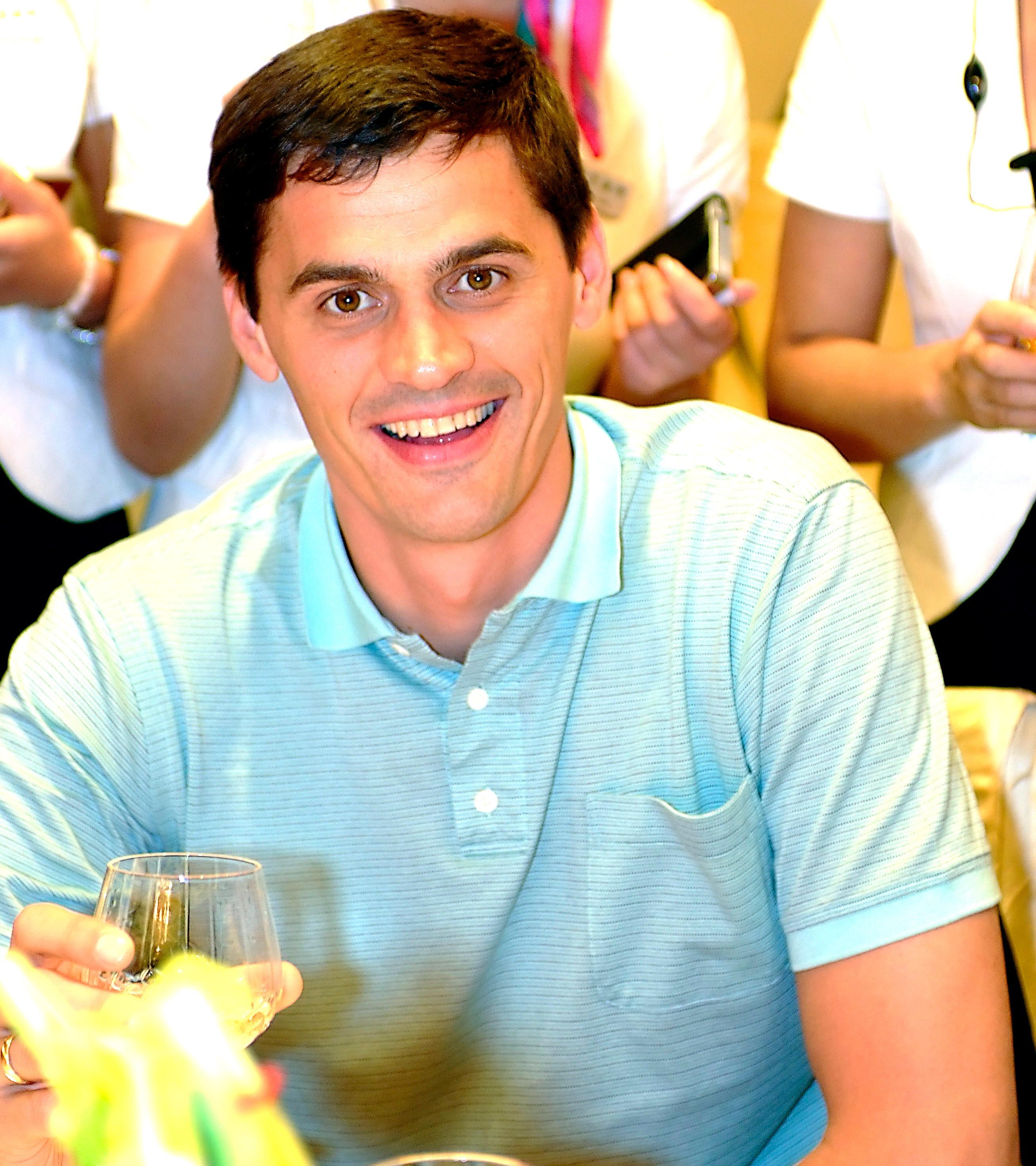
Alexander Popov

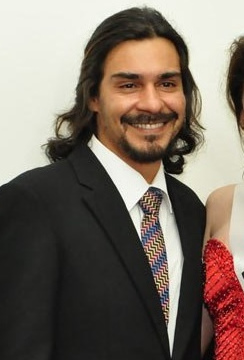
André Gonçalves

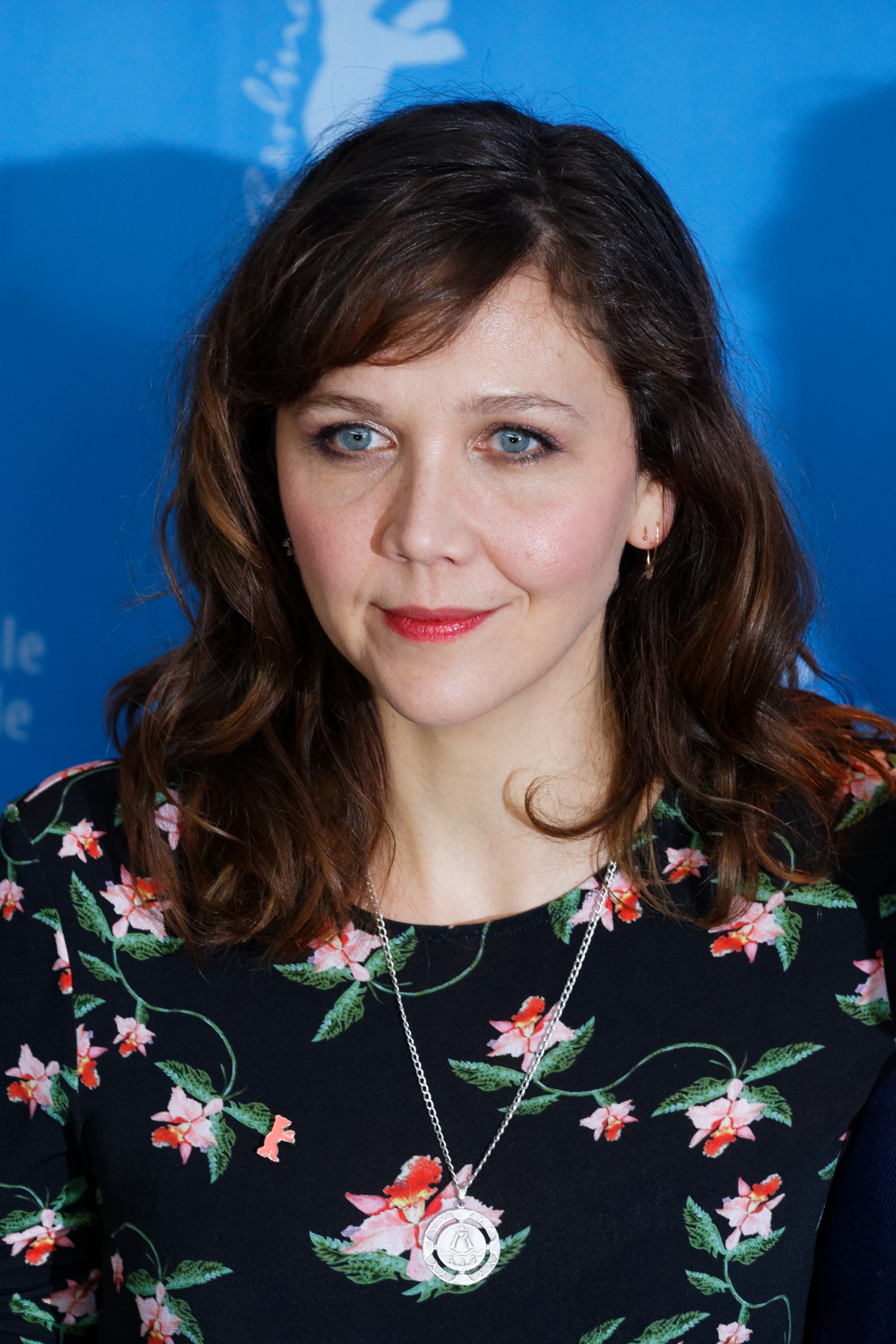
Maggie Gyllenhaal

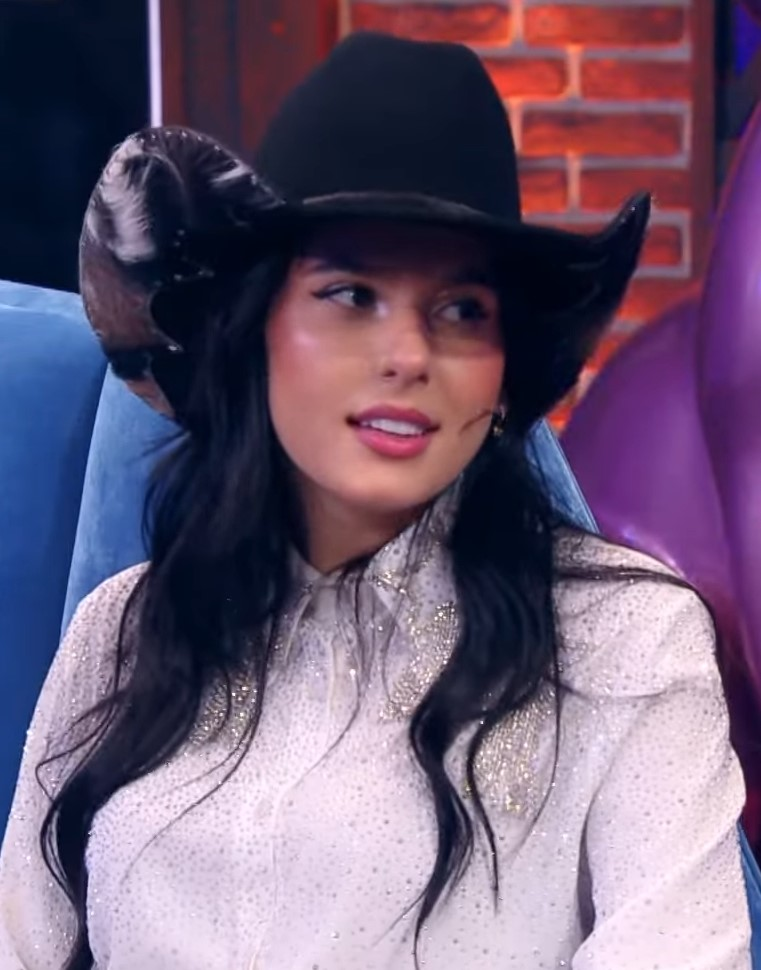
Ana Castela

### Anterior ao século XIX
- 42 a.C. — Tibério, imperador romano (m. 37).
- 1436 — Leonardo Loredano, doge de Veneza (m. 1521).
- 1531 — Ana d'Este, duquesa de Némours e Guise (m. 1607).
- 1602 — João Álvares Frovo, bibliotecário e compositor português (m. 1682).
- 1717 — Jean le Rond d’Alembert, matemático e pensador francês (m. 1783).
- 1758 — Peter Andreas Heiberg, filólogo e escritor dinamarquês (m. 1841).

### Século XIX
- 1808 — José Rufino Echenique, político peruano (m. 1887).
- 1832 — Paul Cérésole, político suíço (m. 1905).
- 1836 — Kalākaua, rei do Havaí (m. 1891).
- 1841 — Jules Violle, físico francês (m. 1923).
- 1842 — Hannibal Sehested, político dinamarquês (m. 1924).
- 1852 — Frederico Augusto II, Grão-Duque de Oldemburgo (m. 1931).
- 1873 — W. C. Handy, compositor e músico norte-americano (m. 1958).
- 1878 — Óscar Moreno, médico português (m. 1971).
- 1881
  - Joel Henry Hildebrand, químico norte-americano (m. 1988).
  - Hugo Meisl, futebolista e treinador de futebol austríaco (m. 1937).
- 1886 — Marcel Riesz, matemático húngaro (m. 1969).
- 1887 — João Neves da Fontoura, político, diplomata e advogado brasileiro (m. 1963).
- 1889
  - Julius Ringel, militar austríaco (m. 1967).
  - Sophus Hansen, futebolista dinamarquês (m. 1962).
- 1890 — Elpidio Quirino, político filipino (m. 1956).
- 1892 — Tazio Nuvolari, automobilista italiano (m. 1953).
- 1894 — Henrique Teixeira Lott, militar e político brasileiro (m. 1984).
- 1895 — Paul Hindemith, compositor alemão (m. 1963).
- 1896 — Lawrence Tibbett, cantor e ator norte-americano (m. 1960).

### Século XX e XXI

#### 1901–1950
- 1904 — Nnamdi Azikiwe, político e jornalista nigeriano (m. 1996).
- 1906 — Henri Charrière, escritor e militar francês (m. 1973)
- 1907 — Burgess Meredith, ator, diretor e roteirista norte-americano (m. 1997).
- 1908 — Nicolás Lindley López, político e militar peruano (m. 1995).
- 1911 — Honorato Piazera, bispo brasileiro (m. 1990).
- 1913
  - Ellen Albertini Dow, atriz estadunidense (m. 2015).
  - Mary Queeny, atriz e diretora de cinema libanesa-egípcia (m. 2003).
- 1915 — Juan Marvezzi, futebolista argentino (m. 1971).
- 1916 — Daws Butler, dublador norte-americano (m. 1988).
- 1919 — Anatoli Dobrynin, diplomata e político russo (m. 2010).
- 1920 — José Lewgoy, ator brasileiro (m. 2003).
- 1921 — Edmondo Fabbri, futebolista e treinador de futebol italiano (m. 1995).
- 1922
  - José Saramago, escritor português (m. 2010).
  - Gene Amdahl, cientista da computação norte-americano (m. 2015).
  - Royal Dano, ator estadunidense (m. 1994).
- 1924
  - Mel Patton, velocista norte-americano (m. 2014).
  - Haim Bar-Lev, militar e político israelense (m. 1994).
- 1926 — Alexey Suetin, enxadrista russo (m. 2001).
- 1930
  - Chinua Achebe, escritor nigeriano (m. 2013).
  - Salvatore Riina, criminoso italiano (m. 2017).
  - Orvar Bergmark, futebolista sueco (m. 2004).
- 1931 — Hubert Sumlin, cantor e guitarrista norte-americano (m. 2011).
- 1934 — Felton Jarvis, produtor musical estadunidense (m. 1981).
- 1935
  - Mohamed Hussein Fadlalah, clérigo e escritor iraquiano-libanês (m. 2010).
  - Marinês, cantora brasileira (m. 2007).
  - France-Albert René, político seichelense (m. 2019).
- 1936
  - Joaquín Navarro-Valls, jornalista, político e médico espanhol (m. 2017).
  - Skip Barber, ex-automobilista norte-americano.
- 1938 — Robert Nozick, filósofo norte-americano (m. 2002).
- 1939 — Amazonino Mendes, político brasileiro (m. 2023).
- 1940 — Enéas Eugênio Pereira Faria, político brasileiro (m. 2004).
- 1942
  - Maria Jelinek, ex-patinadora artística canadense.
  - Donna McKechnie, dançarina, atriz e cantora norte-americana.
  - Joanna Pettet, atriz britânica.
- 1944 — Radu Nunweiller, ex-futebolista romeno.
- 1945
  - Lynn Hunt, historiadora e escritora norte-americana.
  - Steve Railsback, ator norte-americano.
  - Zong Qinghou, empresário chinês (m. 2024).
- 1946
  - Colin Burgess, baterista australiano (m. 2023).
  - Luís Ribeiro Pinto Neto, futebolista brasileiro (m. 2022).
  - Wolfgang Kleff, ex-futebolista alemão.
- 1947 — Siegmar Wätzlich, futebolista alemão (m. 2019).
- 1948 — Arie Haan, ex-futebolista e treinador de futebol neerlandês.
- 1949
  - Alphonsus Cassell (Arrow), músico britânico (m. 2010).
  - Vantuir Galdino, ex-futebolista e treinador de futebol brasileiro.
- 1950
  - Ricardo Blat, ator e diretor brasileiro.
  - Jane Duboc, cantora brasileira.
  - Héctor Baley, ex-futebolista argentino.

#### 1951–2006
- 1952
  - Shigeru Miyamoto, designer e produtor de jogos eletrônicos japonês.
  - Roberto de Carvalho, músico e compositor brasileiro.
  - Glenn Burke, beisebolista norte-americano (m. 1995).
- 1953 — Aleksandr Prokopenko, futebolista bielorrusso (m. 1989).
- 1954 — Scott Wittman, letrista, diretor teatral e escritor norte-americano.
- 1955
  - Guillermo Lasso, empresário e político equatoriano, 55.º presidente do Equador.
  - Héctor Cúper, treinador de futebol e ex-futebolista argentino.
- 1956
  - Max Hagmayr, ex-futebolista austríaco.
  - Terry Labonte, ex-automobilista norte-americano.
- 1957
  - Jacques Gamblin, ator francês.
  - Ingemar Erlandsson, futebolista sueco (m. 2022).
- 1958
  - Roberto Guerrero, ex-automobilista colombiano.
  - Marg Helgenberger, atriz norte-americana.
  - Neil Turok, físico sul-africano.
  - Sooronbay Jeenbekov, político quirguiz.
- 1959 — Bert Cameron, ex-velocista jamaicano.
- 1961
  - Corinne Hermès, cantora francesa.
  - Chris Pitman, músico norte-americano.
- 1962 — Darwyn Cooke, desenhista norte-americano (m. 2016).
- 1963
  - William Bonner, jornalista brasileiro.
  - Bernard Wright, músico norte-americano (m. 2022).
- 1964
  - Josip Weber, futebolista e treinador de futebol belga (m. 2017).
  - Diana Krall, cantora canadense.
  - Valeria Bruni Tedeschi, atriz, roteirista e cineasta italiana.
- 1965
  - Mika Aaltonen, ex-futebolista finlandês.
  - Yacouba Isaac Zida, militar e político burquinês.
- 1966
  - Christian Lorenz, músico alemão.
  - Rita Salema, atriz portuguesa.
  - Joey Cape, cantor, compositor e produtor musical norte-americano.
- 1967
  - Craig Arnold, poeta norte-americano (m. 2009)
  - Mike Okoth Origi, ex-futebolista queniano.
  - Edgar Estrada, ex-futebolista guatemalteco.
  - Lisa Bonet, atriz norte-americana.
- 1968 — Melvin Stewart, ex-nadador norte-americano.
- 1969 — Félix Golindano, ex-futebolista venezuelano.
- 1970
  - Martha Plimpton, atriz e ex-modelo norte-americana.
  - Dennis Kelly, escritor e roteirista britânico.
  - Beth Van Duyne, política norte-americana.
- 1971
  - Alexander Popov, ex-nadador russo.
  - Mustapha Hadji, ex-futebolista marroquino.
- 1972
  - Aurelia Dobre, ex-ginasta romena.
  - Adel Sellimi, ex-futebolista tunisiano.
  - Francis Onyiso, ex-futebolista queniano.
- 1973
  - Christian Horner, ex-automobilista e dirigente automobilístico britânico.
  - Mathieu Bozzetto, ex-snowboarder francês.
- 1974
  - Andru Donalds, músico e cantor jamaicano.
  - Igor Cotrim, ator brasileiro.
  - Maurizio Margaglio, ex-patinador artístico italiano.
  - Paul Scholes, ex-futebolista e treinador de futebol britânico.
- 1975
  - André Gonçalves, ator brasileiro.
  - César Belli, ex-futebolista brasileiro.
- 1976
  - Juha Pasoja, ex-futebolista finlandês.
  - Estíbaliz Gabilondo, atriz espanhola.
  - Marc Martel, músico canadense.
- 1977
  - Carla Perez, cantora e dançarina brasileira.
  - Maggie Gyllenhaal, atriz norte-americana.
  - Maxim Staviski, ex-patinador artístico búlgaro.
  - Naoko Kawakami, ex-futebolista japonesa.
  - Oksana Baiul, ex-patinadora artística ucraniana.
- 1978
  - Gerhard Tremmel, ex-futebolista alemão.
  - Aritana Maroni, chef de cozinha brasileira.
  - Conny Pohlers, ex-futebolista alemã.
  - Santiago Peña, político e economista paraguaio.
- 1979 — Dagoberto Portillo, ex-futebolista salvadorenho.
- 1980 — Patrick Cummins, lutador estadunidense.
- 1981
  - Élson, ex-futebolista brasileiro.
  - Kate Miller-Heidke, cantora e atriz australiana.
- 1982
  - Amar'e Stoudemire, ex-jogador de basquete norte-americano.
  - Pere Aragonès, advogado e político espanhol.
- 1983
  - Britta Steffen, ex-nadadora alemã.
  - Bertrand Robert, ex-futebolista francês.
- 1984
  - Gemma Atkinson, atriz e modelo britânica.
  - Tirullipa, humorista e músico brasileiro.
- 1985 — Joana Santos, atriz portuguesa.
- 1986
  - Daniel Angulo, ex-futebolista colombiano.
  - Omar Mir Seddique Mateen, terrorista norte-americano (m. 2016).
- 1987
  - Amelie Kober, snowboarder alemã.
  - Carlos Oquendo, ciclista colombiano.
  - Javier Orozco, futebolista mexicano.
- 1988 — Emiliano Vecchio, futebolista argentino.
- 1989 — Sérgio Mota, futebolista brasileiro.
- 1990 — Dénes Dibusz, futebolista húngaro.
- 1991
  - Park Hyung-sik, ator e cantor sul coreano.
  - Tomomi Kasai, atriz e cantora japonesa.
  - Gaelle Mys, ginasta belga.
  - Eduardo Barbosa, judoca brasileiro.
  - Nemanja Gudelj, futebolista sérvio.
  - Cláudio Ramos, futebolista português.
- 1992 — Marcelo Brozović, futebolista croata.
- 1993
  - Nélson Semedo, futebolista português.
  - Pete Davidson, ator e comediante norte-americano.
  - Stefan Küng, ciclista suíço.
- 1994 — Brandon Larracuente, ator estadunidense.
- 1995
  - Noah Gray-Cabey, ator norte-americano.
  - André-Frank Zambo Anguissa, futebolista camaronês.
  - Matheus Peixoto, futebolista brasileiro.
- 1996
  - Tomás Andrade, futebolista argentino.
  - Boulaye Dia, futebolista senegalês.
  - Robert Abajyan, militar armênio (m. 2016).
  - Mackenyu Arata, ator japonês.
- 1997 — Bruno Guimarães, futebolista brasileiro.
- 1998
  - Vladimir Loroña, futebolista mexicano.
  - Bárbara Tinoco, cantora e compositora portuguesa.
- 1999 — Bol Bol, jogador de basquete sudanês.
- 2000 — Lester Quiñones, jogador dominicano-americano de basquete.

### Século XXI
- 2001 — Kittiphop Sereevichayasawat, ator e cantor tailandês.
- 2002 — Zhu Jiner, enxadrista chinesa.
- 2003 — Ana Castela, cantora e compositora brasileira.
- 2004 — Jack Champion, ator americano.
- 2005 — Dominique Malonga, jogadora de basquete francesa.
- 2006 — Mason Ramsey, cantor norte-americano.

## Mortes

### Anterior ao século XIX
- 0827 — Papa Valentino (n. 780).
- 1093 — Margarida da Escócia, rainha da Escócia e santa católica (n. 1045).
- 1267 — Inês do Palatinado, duquesa da Baviera (n. 1201).
- 1272 — Henrique III de Inglaterra (n. 1207).
- 1580 — Maria de Baden-Sponheim, duquesa da Baviera (n. 1507).
- 1322 — Nácer, sultão do Reino Nacérida de Granada  (n. 1287).
- 1494 — Theda Ukena, condessa e regente da Frísia Oriental (n. 1432).
- 1632 — Gustavo II Adolfo da Suécia (n. 1594).
- 1665 — João Lourenço Rebelo, compositor português (n. 1610).
- 1745 — Jaime Butler, 2.º Duque de Ormonde (n. 1665).
- 1797 — Frederico Guilherme II da Prússia (n. 1744).

### Século XIX
- 1878 — Maria de Hesse e Reno (n. 1874).
- 1885 — Louis Riel, ativista canadense (n. 1844).

### Século XX
- 1903 — Isabel de Hesse (n. 1895).
- 1907 — Roberto I de Parma, duque de Parma e Placência (n. 1848).
- 1949 — António Aleixo, poeta popular português (n. 1899).
- 1952 — Charles Maurras, poeta e jornalista francês (n. 1868).
- 1960 — Clark Gable, ator norte-americano (n. 1901).
- 1978 — Candeia, cantor e compositor brasileiro (n. 1935).
- 1983 — Janete Clair, novelista brasileira (n. 1925).
- 1997
  - Georges Marchais, político francês (n. 1920).
  - Luiz Saldanha, oceanógrafo português (n. 1937).
- 2000 — DJ Screw,  DJ e rapper estadunidense (n. 1971).

### Século XXI
- 2006 — Milton Friedman, economista, estatístico e escritor norte-americano (n. 1912).
- 2007 — Pierre Granier-Deferre, diretor de cinema francês (n. 1927).
- 2008 — Bruno Maldaner, bispo católico brasileiro (n. 1924).
- 2009 — Edward Woodward, ator britânico (n. 1930).
- 2014 — Charles Champlin,  crítico de cinema e escritor norte-americano (n. 1926).
- 2015 — David Canary, ator americano (n. 1938).
- 2016 — Len Allchurch, futebolista galês (n. 1933).
- 2017 — Adalberto Giazotto, físico italiano (n. 1940).
- 2019 — John Campbell Brown, astrônomo escocês (n. 1947).
- 2022
  - Isabel Salgado, voleibolista brasileira (n. 1960).
  - Francisco Laranjo, artista plástico português (n. 1955).
  - Lizette Negreiros, atriz brasileira (n. 1940).
  - Gerhard Rodax, futebolista austríaco (m. 1965).

## Feriados e eventos cíclicos

### Internacional
- Internacional da Tolerância
- Dia da Pátria na Síria

### Lusofonia

#### Brasil
- Dia do Policial Federal
- Dia Nacional de Atenção à Dislexia (Lei Nº 13.085, de 8 de janeiro de 2015)
- Dia Nacional da Amazônia Azul[10]

#### Portugal
- Dia Nacional do Mar

### Cristianismo
- Elfrico de Abingdon
- Euquério de Lugduno
- Gertrudes de Helfta
- Giuseppe Moscati
- Hugo de Avalon
- Lúcia de Narni
- Margarida da Escócia

## Outros calendários
- No calendário romano era o 16.º (XVI) dia  antes das calendas de dezembro.
- No calendário litúrgico tem a letra dominical E para o dia da semana.
- No calendário gregoriano a epacta do dia é vi.